# Portrait d'Émile Bernard
Portrait d'Émile Bernard est un tableau peint par Henri de Toulouse-Lautrec en 1886. Il mesure 54,5 cm de haut sur 43,5 cm de large et représente Émile Bernard, peintre et écrivain. Il est conservé à la Tate Modern à Londres.